# Carl Theodor von Blaas
Carl Theodor von Blaas [Névváltozata: Karl Theodor von Blaas] (Kreuth, 1886. június 5. – Salzburg, 1960. december 10.) festőművész. A Blaas-festődinasztia tagja. Számos portrét készített a nemességről, valamint neves művészekről és gyermekekről, külön hangsúlyt fektetett az osztrák, a tiroli és a bajor népviselet ábrázolására, illetve terjesztésére.

## Családja
Julius von Blaas fia, Karl von Blaas unokája, édesanyja Clarisse von Dreifus bárónő (Stuttgart, 1860. május 27. – Bécs, 1925. augusztus 22.) volt.
Felesége: Helene Leitenberger bárónő, festőnevén Helene von Blaas maga is tehetséges virág-, csendélet és portréfestő. (Házasságkötésük: 1920)
Gyermekei: Clarisse von Blaas (1926–2009) és Peter von Blaas.

## Pályafutása
1886-ban a felső-bajorországi Kreuthban született, ahol gyermekkorát töltötte. Kiemelkedett pályájának segítői között keresztapja, Károly Tivadar bajor herceg, elismert szemszakorvos, Erzsébet osztrák császárné öccse és családja, akik a közeli Tegernsee kastélyában éltek. Carl Theodor az ő fiával, Lajos Vilmos bajor herceggel (1884–1968) nőtt fel.
Von Blaas a középiskola elvégzése után a Bécsi Képzőművészeti Akadémián Christian Griepenkerl és Julius Schmid tanítványaként 1902–1906 között tanult. Ezt követően a müncheni akadémián 1906-ban Gabriel von Hackl művészeti tárgyára íratkozott be és 1910-ig tartó tanulmánya alatt mestereként említik Carl von Marrt, az akadémia rektorát is, majd két évig a párizsi akadémián képezte tovább magát, ahol Lucien Simon, Émile-René Ménard és Jacques-Émile Blanche hatottak rá.
1914-ben Bécsbe költözött. Háborús festőként dolgozott az első világháború idején. 1923-ban csatlakozott a bécsi Künstlerhaushoz.
Sokat utazott Európában (Olaszország, Belgium, Franciaország), járt a Közel-Keleten, 1929 és 1931 között az Egyesült Államokban, 1932–1935 között Londonban és Svájcban portréfestéssel foglalkozott. 1935-ben Londonban a Palser Galériában mutatta be festményeit és rajzait felesége, Helene von Leitenberger bárónő (1895–1985) és Felix Heuberger osztrák festő műveivel együtt. A „The  beauty  and  charm  of  Austria” című kiállítás (hangsúlyozva Ausztria függetlenségének igényét) az osztrák népviseletet és az osztrák természetet, tájakat népszerűsítette.
Blaas az osztrák arisztokrácia népszerű portréfestője volt, számos kiállításra küldött festményeiből (Graz város aranyérmét is elnyerte), és számos képpel képviseltette magát a Künstlerhaus kiállításain. 1932 és 1935 között nemzetközi személyiségek és színpadi művészek portréit készítette, köztük Hugo Thimig és Hedwig Bleibtreu portréit (jelenleg Bécs Város Történeti Múzeumában), és 1956-ban megkapta a Künstlerhaus arany babérját.
Carl Theodor von Blaast a Harmadik Birodalomban eltiltották a festéstől. 1939 szeptemberében Bécsből családjával „nem egészen önszántából” a tiroli Kitzbühelbe költözött.
Kitzbühelben élt és dolgozott haláláig. Szenvedélyes vadász és természetjáró volt, szívesen megörökítette a vadászatok jeleneteit, a trófeákat. Emellett megbízásokat vállalt portrékra (így 1952-ben ábrázolta a jelenlegi XVI. Károly Gusztáv svéd királyt). Sok szén és színezett ceruzás portrét dolgozott ki finom rajzolattal bajor parasztokról, asszonyokról, leányokról, s kiemelkedően foglalkozott a bajor, a tiroli és általában az osztrák népviselet ábrázolásával. (Festészetének és az általa szervezett társasági eseményeknek is köszönhető, hogy Európa-szerte már a harmincas évektől népszerűvé vált a dirndli viselet.) Használt indiai tintát könyvillusztrációihoz, pasztell, akvarell és olajtechnikával is dolgozott.
A bécsi Dorotheum aukciós ház 2011 szeptemberében a Blaas család alkotóinak műveiből gyűjteményes kiállítást és aukciót rendezett „150 év az osztrák festészetben: Carl, Julius, Eugene, Carl Theodor and Helene von Blaas” címmel.

## Művei (válogatás)
- Önarckép. (Ceruza, papír) 1920[11]
- Portrait of a young noble lady by the sea. (Fiatal nemes hölgy portréja a tenger mellett). (Olaj, tábla) 1923[12]
- Portrait des Reichskanzlers Otto von Bismarck (Otto von Bismarck birodalmi kancellár arcképe). (Olaj, vászon). 1923.[13]
- Portraitbildnis einer jungen Dame (Egy fiatal hölgy arcképe). (Olaj, tábla) 1928
- Vertieft  in  die  Lektüre. Mädchen  in  Tracht. (Olvasásba merülve. Lány népviseletben.) Magántulajdonban. 1930-as évek[14]
- Balkon mit Blumen – im  Mieder. (Virágos erkély – a fűzőben.) Magántulajdonban. 1930-as évek.[14]
- Mathilde Dumba geb. Grimmer von Adelsbach (1902–1952). (Pasztell, papír) 1934[15]
- Selbstbildnis  als  Jäger. (Önarckép vadászként). (Pasztell, papír) 1934[16]
- Tassilo von Fürstenberg als Jäger mit erlegter Gams (Tassilo von Fürstenberg(wd) zergevadászként). (Pasztell, szén, papír) 1934[17]
- Schöne  Braut  in  Tracht. (Szép menyasszony népviseletben). Magántulajdonban. 1936.
- Hugo Thimig portréja, 1936[18]
- Junge Tirolerin in Sonntagstracht (Fiatal tiroli nő vasárnapi viseletben). (Pasztell, papír) 1937
- Tirolerin mit Pelzmütze (Tiroli nő, szőrmekalappal). (Pasztell, papír) 1937
- Gertraud  Mühlbacher geb. Brunner. (Pasztell, papír). 1940.[19]
- Marie Gabriele Gräfin von Kesselstatt geb. Prinzessin Liechtenstein (1905–1999). (Pasztell, papír). 1942.[15]
- Sitzbild eines Tiroler Bauern in Stube (Egy tiroli gazda képe a szalonban). (Ceruza, akvarell, papír) 1946
- Skizze einer Tirolerin (Tiroli nő, vázlat). (Pasztell és ceruza papíron). Év nélk.
- Porträt Dr. Ekkehard Kofler (1890-1892). (Pasztell, papír). Magántulajdon. 1947[15][20]
- Sebastian Huber (1878–1970). (Pasztell, papír) 1947[19]
- Rosa Hofer geb. Laucher (1909–1985). (Pasztell, papír) 1947[19]
- Alfred Prinz Auersperg (1936–1992), um 1948 (Alfred Auersperg(wd) herceg portréja 1948-ban). (Pasztell, papír) 1948.[19]
- Ludwig Wilhelm Herzog in Bayern als Jäger in Landschaft, sitzend (Lajos Vilmos bajor herceg(wd) vadászként, egy tájon, ülve). (Pasztell, ceruza, papír) 1949[21]
- Önarckép. (Ceruza, szén, kréta, papír), Év n.[22]
- Károly Gusztáv arcképe (Később XVI. Károly Gusztáv svéd király), 1952
- Beatrix Strang geb. Czappek. [Másik cím: Junge Gitarrenspielerin] (Pasztell, papír). 1956[19]
- Beatrix „Trix” Bosse-Hartmann (1906–1989) keramikusművész portréja, Kitzbühel, 1957[15]
- Leopold Pasquali von Campostellato (1921–2002). (Pasztell, papír). Kitzbühel, 1956[15]
- Bettina, Angela (1943–2011) und Cornelia Ritter (1941–2008). (Pasztell, papír). Év nélk.[19]

### Publikációi
- Waidmannsdank (Vadászüdv), Klagenfurt : Kleinmayr, 1952. 126 oldal
- Das jagrische Leben (A vadászélet), Hamburg ; Berlin : Parey, 1959. 181 oldal (Ugyanazon évben két kiadásban.)